# Крейденко, Владимир Викторович
Владимир Викторович Крейденко (укр. Володимир Вікторович Крейденко; род. 8 мая 1987 года, Мелитополь, Запорожская область) — украинский общественный деятель, политик.
Народный депутат Украины IX созыва. Член партии «Слуга народа».

## Биография

### Образование
Он окончил Киевский международный университет, Национальную академию государственного управления при Президенте Украины.
Кандидат наук по государственному управлению.

### Трудовая деятельность
Крейденко работал в Национальной комиссии по вопросам защиты общественной морали, Министерстве информационной политики Украины.
Был помощником-консультантом народных депутатов Украины 6-го и 8-го созыва на общественных началах.
С 2006 года возглавляет правление Всеукраинской молодёжной общественной организации «Совесть и Надежда Украины». Является основателем ОО «Республиканцы», ОО «Интегрити» и МОО «Лучше Без…».

## Политическая деятельность
В 2015 году — кандидат в депутаты Мелитопольского городского совета от ВО «Батькивщина».
Кандидат в народные депутаты от партии «Слуга народа» на парламентских выборах 2019 года, № 123 в списке. На время выборов: председатель правления Всеукраинской молодёжной общественной организации «Совесть и Надежда Украины», беспартийный. Проживает в Киеве.
Заместитель Председателя молодежного «крыла» партии «Слуга народа» по работе со студентами. 
Председатель межфракционного депутатского объединения "Развитие современных рыночных отношений в сфере энергетической, экологической и транспортной инфраструктуры для построения успешного европейского государства".
Заместитель председателя Комитета Верховной Рады по вопросам транспорта и инфраструктуры.
Сопредседатель группы по межпарламентским связям с Азербайджанской Республикой. Заместитель члена Постоянной делегации в Парламентской ассамблее НАТО.